# Читем, Джошуа
Джошуа Читем (англ. Joshua Cheetham; род. 26 ноября 1992) — английский шорт-трекист, призёр чемпионата Европы 2016 года. Участник зимних Олимпийских игр 2018 года.

## Спортивная карьера
Джошуа Читем родился в городе Ноттингем, Великобритания. В конькобежный спорт его привели родители, которые также им занимались. Начал кататься на коньках с 2000 года. Тренируется на базе клуба «Nottingham Ice Racing Club». Обучался в Колледж Лафборо на спортивном факультете.
Первая и единственная в настоящее время медаль в его карьере была получена во время чемпионата Европы по шорт-треку 2016 года в российском городе — Сочи. Команда британских шорт-трекистов в мужской эстафете на 5000 м с результатом 7:17.390 выиграла бронзовые медали, уступив более высокие позиции спортсменам из Венгрии (7:12.634 — 2-е место) и Нидерландов (7:12.495 — 1-е место).
На зимних Олимпийских играх 2018 года Читем был заявлен для участия в забеге на 1000 м. 13 февраля 2018 года во время квалификационного забега на 1000 м с результатом 1:26.223 он финишировал третьим в седьмом забеге и прекратил дальнейшею борьбу за медали. В общем зачете он занял 23-ю позицию.